# Canajoharie (village, New York)
Pour les articles homonymes, voir Canajoharie.
Canajoharie est un village du comté de Montgomery, dans l'État de New York, aux États-Unis,. En 2010, il comptait une population de 2 229 habitants.

## Démographie
Lors du recensement de 2010, le village comptait une population de 2 229 habitants. Elle est estimée, en 2019, à 2 133 habitants.